# 729 a.C.
Il 729 a.C. (DCCXXIX a.C. in numeri romani) è un anno  dell'VIII secolo a.C.

## Eventi
- Anno della Fondazione di Roma secondo Cincio Alimento
- fondazione di Catania[1]
- fondazione di Leontinoi